# Mizuho (Tòquio)
Mizuho (瑞穂町, Mizuho-machi) és una vila i municipi del districte de Nishitama, a Tòquio (Japó).

## Geografia
La vila de Mizuho es troba geogràficament a la regió del Tòquio Occidental o regió de Tama i al centre-nord de la geografia toquiòta, limitant al nord amb la prefectura de Saitama, al nord amb els municipis de Tokorozawa i a l'est amb Iruma. A l'oest Mizuho limita amb els municipis de Hamura i Ōme, al sud amb Fussa i a l'est amb Musashimurayama. Administrativament, l'àrea on es troba el municipi ha format part des de 1878 del districte de Nishitama.

## Història
L'àrea on actualment es troba el municipi de Mizuho va formar part en el passat de la província de Musashi. El 22 de juliol de 1878, ja a l'era Meiji, l'àrea passa a formar part del districte de Nishitama a la prefectura de Kanagawa. Dins de l'actual terme municipal de Mizuho, en el passat van existir els municipis de Hakonegasaki, Ishihata, Tonogaya i Nagaoka, tots ells fundats l'any 1889. L'1 d'abril de 1893 el control del districte de Nishitama va passar a la prefectura de Tòquio. El municipi de Mizuho es va crear el 10 de novembre de 1940 fruit de la unió dels municipis abans esmentats. El 1958 Mizuho va absorbir la vila de Motosayama, pertanyent a la prefectura de Saitama.
L'etimologia del nom prové de la paraula "Mizuho" en japónes antic i que és una antiga manera metafòrica d'anomenar el Japó i significa "camps d'abundant arròs". Com a curiositat, cal afegir que els escenaris de la història de la novel·la visual Clannad estan inspirats en Mizuho.

## Demografia
| 1920   | 1930   | 1940   | 1950   | 1960   | 1970   | 1980   |
| ------ | ------ | ------ | ------ | ------ | ------ | ------ |
| ND     | ND     | ND     | ND     | 12.092 | 17.687 | 22.803 |
| 1990   | 2000   | 2010   | 2020   | 2030   | 2040   | 2050   |
| 30.967 | 32.892 | 33.467 | 32.170 | -      | -      | -      |

## Transport

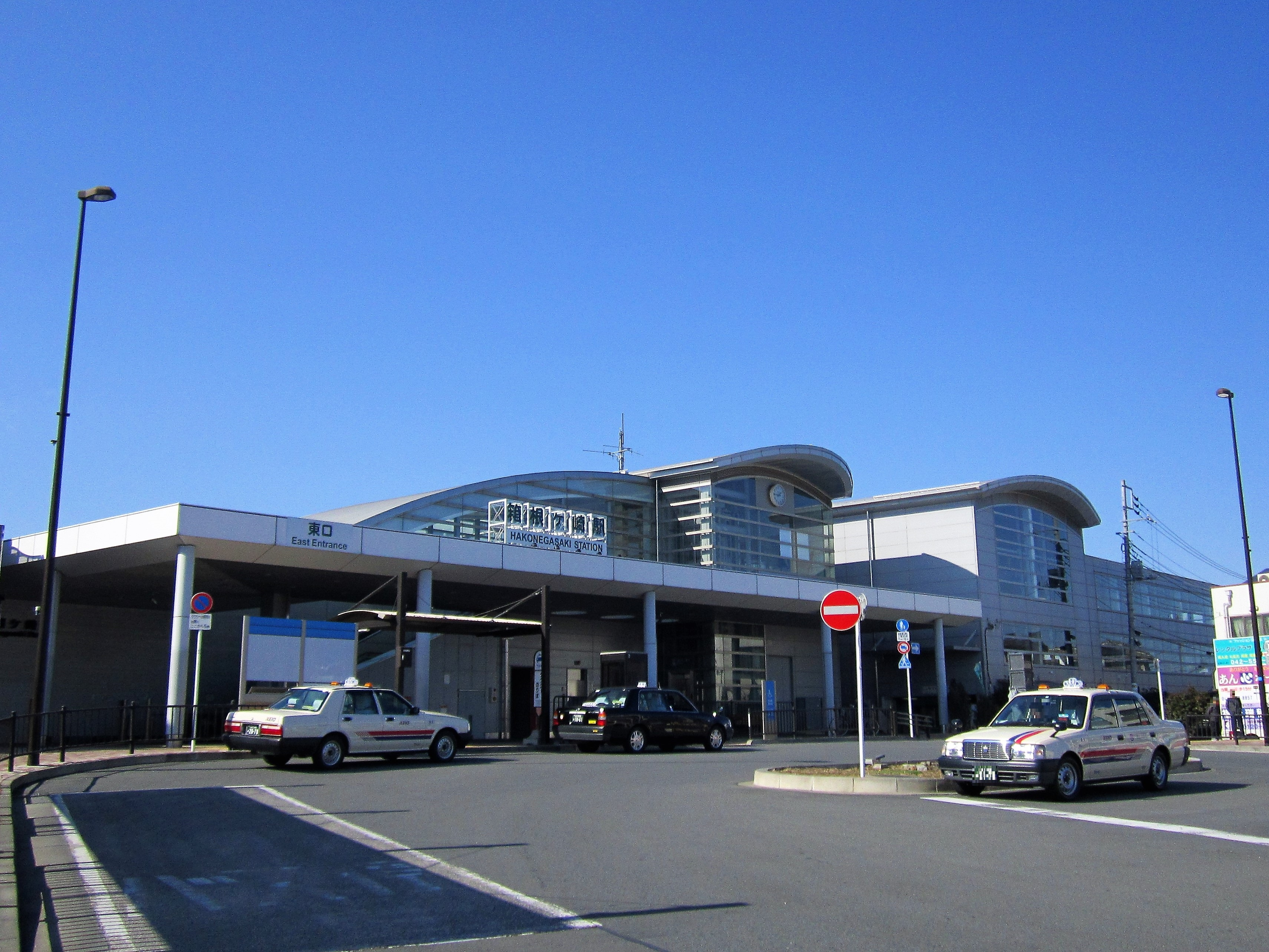
Estació de Hakonegasaki

### Ferrocarril
- Companyia de Ferrocarrils del Japó Oriental (JR East)
  - Hakonegasaki

### Carretera
- Nacional 16
- Carreteres prefecturals

## Agermanaments
- Morgan Hill, Califòrnia, EUA. (3 de juliol de 2006)
- Mizuho, prefectura de Gifu, Japó. (31 de gener de 2013)
- districte de Mueang Khon Kaen, província de Khon Kaen, Tailàndia. (16 de juny de 2016)